# Ugarit-Verlag
Der Ugarit-Verlag ist ein seit 1988 in Münster bestehender Wissenschaftsverlag für wissenschaftliche Publikationen zur Altertumskunde des östlichen Mittelmeerraumes (Ägypten, Anatolien, Griechenland, Irak, Iran, Israel, Jordanien, Palästina, Sudan, Syrien und Zypern).

## Fachgebiete
Die Schwerpunkte des Angebotes liegen auf den Gebieten:
- Arabistik
- Archäologie
- Ägyptologie
- Didaktik
- Geschichte
- Kunstgeschichte
- Philologie
- Rechtsgeschichte
- Religionsgeschichte
- Wirtschaftsgeschichte

und richten sich sowohl an Wissenschaftler als auch an Studierende, die sich für wissenschaftliche Publikationen, für die Forschung und für didaktische Arbeitsmaterialien für die Lehre interessieren.
Das Angebot des Ugarit-Verlages wird in den folgenden Formaten veröffentlicht:
- Fachzeitschriften und -serien
- Dissertationen und Habilitationen
- Kongressbeiträge
- Festschriften und Gedenkschriften

## Geschichte
Der Ugarit-Verlag wurde am 13. Juli 1988 von Manfried Dietrich und Oswald Loretz als Gesellschaft Bürgerlichen Rechts zwecks Verlegen von wissenschaftlichen Büchern gegründet. Den Einstieg machte die Reihe „Abhandlungen zur Literatur Alt-Syrien-Palästinas (und Mesopotamiens)“ (ALASP(M)), wobei noch im selben Jahr die Reihe „Ugaritisch-Biblische Literatur“ (UBL) hinzukam. 1992 wurde die Reihe „Altertumskunde des Vorderen Orients“ (AVO) gegründet und nach dem Tod von Alfred Rupp die Publikationen „Mitteilungen für Anthropologie und Religionsgeschichte“ (MARG) und „Forschungen zur Anthropologie und Religionsgeschichte“ (FARG) sowie das Jahrbuch des Verlages „Homo et Religio“, Saarbrücken, übernommen. 1997 zogen die Herausgeber die Reihen „Alter Orient und Altes Testament“ (AOAT) und das Jahrbuch „Ugarit-Forschungen“ (UF) von den Verlagen Butzon & Bercker und Neukirchener ab und integrierten diese Publikationen in das Angebot des Ugarit-Verlages. Durch das wachsende Angebot war es notwendig, einen Lektor und weitere Hilfskräfte einzustellen.
Am 2. Juli 2012 wurde die Ugarit-Verlag GbR von Thomas Richard Kämmerer übernommen und wird seitdem gemeinsam mit Manfried Dietrich als Ugarit-Verlag – Buch- und Medienhandel GmbH fortgeführt. 2015 konnte die Reihe Wiener Offene Orientalistik (WOO) übernommen und die Reihen Karum – Emporion – Forum (KEF) und Archaeological Research of Sudan (ARS) 2016 / 2017 neugegründet werden. Seit 2020 / 2021 verlegt der Ugarit-Verlag darüber hinaus die Reihe Münchner Ägyptologische Studien (MÄS) und das Jahrbuch Journal of Global History of Civilizations(JGHC).

## Ugarit-Award
Seit Herbst 2021 nominiert eine internationale, wissenschaftliche Jury den durch den Ugarit-Verlag gesponserten Ugarit-Award. Die bisherigen Preisträger und Preisträgerinnen des Ugarit-Awards sind:
2023: Elena Mahlich